# Rowan Atkinson
Rowan Sebastian Atkinson, CBE, född 6 januari 1955 i Consett i County Durham, är en brittisk komiker och skådespelare.

## Biografi
Atkinson studerade vid Newcastle University och fortsatte sedan 1975 vid The Queen's College vid Oxfords universitet, där han tog en M.Sc. i elektroteknik. Det var under tiden i Oxford, när han var med i en av universitetets teatergrupper, som han fick idén till Mr. Bean. Här mötte han också manusförfattaren Richard Curtis, som arbetade med komedier och serier. Efter att de träffats blev Atkinson erbjuden roller i BBC-serier.
Atkinson slog igenom 1979 med Not the Nine O'Clock News (Inte Aktuellt). Populära rollfigurer är Mr. Bean och Edmund Blackadder i Svarte Orm.
På 1970–80-talen spelade han i olika teaterföreställningar i London. Hans enmans-show Rowan Atkinson in Revue, på Londons Globe Theatre 1981, blev utsåld redan innan den hade haft premiär. I takt med den växande populariteten på film och TV blev det färre teaterengagemang, men 2009 medverkade han som Fagin i musikalen Oliver! på Drury Lane Theatre.

## Filmografi
| År        | Titel                                 | Roll                           |
| --------- | ------------------------------------- | ------------------------------ |
| 1979      | Världens knasigaste kväll             |                                |
| 1981      | Fundamental Frolics                   | Som sig själv                  |
| 1981      | The Secret Policeman's Ball           | Flera roller                   |
| 1982      | The Secret Policeman's Other Ball     | Som sig själv och flera roller |
| 1983      | Dead on Time                          | Bernard Fripp                  |
| 1983      | Never Say Never Again                 | Nigel Small-Fawcett            |
| 1983–1989 | Svarte Orm                            | Blackadder                     |
| 1989      | The Appointments of Dennis Jennings   | Dr. Schooner                   |
| 1989      | The Tall Guy                          | Ron Anderson                   |
| 1989      | En stor en                            |                                |
| 1989–1995 | Mr. Bean (TV-serie)                   | Mr. Bean                       |
| 1990      | Häxorna                               | Mr. Stringer                   |
| 1991      | The Driven Man                        | Som sig själv                  |
| 1993      | Hot Shots! 2                          | Dexter Hayman                  |
| 1994      | Fyra bröllop och en begravning        | Father Gerald                  |
| 1994      | Lejonkungen                           | Zazu (röst)                    |
| 1995      | Full Throttle (TV-film)               | Tim Birkin                     |
| 1995–1996 | Mitt liv som snut (TV-serie)          | Inspector Raymond Fowler       |
| 1997      | Bean - Den totala katastroffilmen     | Mr. Bean                       |
| 2000      | Maybe Baby                            | Mr. James                      |
| 2001      | Rat Race                              | Enrico Pollini                 |
| 2002      | Scooby-Doo                            | Emile Mondavarious             |
| 2002      | Den tecknade Mr. Bean                 | Mr. Bean (röst)                |
| 2003      | Johnny English                        | Johnny English                 |
| 2003      | Love Actually                         | Juveleraren Rufus              |
| 2005      | Keeping Mum                           | Reverend Walter Goodfellow     |
| 2007      | Mr. Beans semester                    | Mr. Bean                       |
| 2010      | Bondi Rescue (TV-serie)               | Mr. Bean                       |
| 2011      | Johnny English Reborn                 | Sir Johnny English             |
| 2015      | Den tecknade Mr. Bean (Förnyad serie) | Mr. Bean (röst)                |
| 2016      | Maigret Sets a Trap                   | Kommissarie Maigret            |
| 2016      | Maigret's Dead Man                    | Kommissarie Maigret            |
| 2017      | Top Funny Comedian: The Movie         | Mr. Bean                       |
| 2017      | Maigret: Night at the Crossroads      | Kommissarie Maigret            |
| 2017      | Maigret in Montmartre                 | Kommissarie Maigret            |
| 2018      | Johnny English Strikes Again          | Sir Johnny English             |
| 2022      | Man Vs Bee                            | Trevor Bingley                 |
| 2023      | Wonka                                 | Präst                          |

## TV
- The Secret Policeman's Ball (1979), ett välgörenhetsavsnitt för Amnesty International
- Inte Aktuellt (1979–1982)
- Svarte Orm som Prince Edmund (säsong 1), Lord Blackadder (säsong 2), Edmund Blackadder (säsong 3 & 4) & Ebenezer Blackadder (Blackadder's Christmas Carol) (1983–1989)
- Mr. Bean som Mr. Bean (1989–1995, 1997, 2002, 2007)
- Bernard and the Genie som Bernards chef (1991) (TV-film)
- Funny Business (1992), en dokumentär om komedins hantverk
- Mitt liv som snut som kommissarie Raymond Fowler (1995–1996)
- Comic Relief Red Nose Day-TV-sändningar och framträdanden i: 
  - Blackadder: The Cavalier Years som Edmund Blackadder (1988)
  - Mr Bean's Red Nose Day som Mr Bean (1991)
  - (I Wanna Be) Elected som Mr Bean (1992)
  - Blind Date with Mr Bean som Mr Bean (1993)
  - Torvill and Bean som Mr Bean (1995)
  - Doctor Who and the Curse of Fatal Death som The Doctor (1999)
  - Popsters som Nasty Neville (2001)
  - Lying to Michael Jackson som Martin Bashir (2003)
  - Spider-Plant Man som Peter Piper och Spider-Plant Man (2005)
  - Mr. Beans semester som Mr Bean (2007)

## Scenföreställningar
- Rowan Atkinson Live (2007), en DVD-utgåva från ett framträdande i Boston 1991

1. A Warm Welcome
2. Fatal Beatings
3. And Now From Nazareth, The Amazing...
4. Invisible Man
5. The Good Loser
6. Elementary Dating
7. Guys After The Game
8. It Started With A Sneeze
9. With Friends Like These...

## Diskografi

### Album
- Rowan Atkinson Live in Belfast (1980, nyutgåva 1996)
- Not Just a Pretty Face (1987, nyutgåva 1994)

### Samlingar
- The Secret Policeman's Ball (1979)
- Not The Nine O'Clock News – The Album (1980)
- We Are Most Amused: The Best of British Comedy (1981)

## Priser och utmärkelser
Atkinson har erhållit en rad priser och utmärkelser för sitt arbete.
- Variety Club-prisbelöning för Årets BBC-personlighet - 1980[1]
- BAFTA Best Light Entertainment Performance - 1989[1]